# Віннен
Віннен (нім. Winnen) — громада в Німеччині, розташована в землі Рейнланд-Пфальц. Входить до складу району Вестервальд. Складова частина об'єднання громад Вестербург.
Площа — 3,26 км2. Населення становить 507 ос. (станом на 31 грудня 2020).